# Virus del sarcoma di Rous
Il virus del sarcoma di Rous (RSV, Rous Sarcoma Virus) (/raʊs/) è un retrovirus ed è il primo oncovirus ad essere stato descritto. Causa il sarcoma nei polli. 
Come tutti i retrovirus, retrotrascrive il proprio genoma di RNA in cDNA prima della sua integrazione nel DNA dell'ospite. Prende il nome dal suo scopritore, il premio Nobel Francis Peyton Rous.

## Storia sulla scoperta della funzione oncogenica di RSV

### Contributo di Francis Peyton Rous
Gli studi di Rous iniziarono nel 1909, quando lavorava come ricercatore alla Rockefeller University di New York, nello specifico quando studiò un sarcoma .  che comparse nel muscolo pettorale (antistante il seno) di una gallina della specie Plymouth rock. Gli studi iniziarono perché un contadino di polli di Long Island (NY) contattò Rous per curare la gallina con la massa tumorale che stava crescendo sul petto. Il primo di una lunga serie di esperimenti riusciti consisteva nel "trasmettere" il tumore impiantando piccoli frammenti di questi in altri individui della stessa specie.
Successivamente Rous introdusse una variante di questo esperimento: prelevò un frammento di sarcoma, lo ridusse in piccoli pezzi e lo mischiò con della sabbia, filtrando poi l'omogenato finale; iniettò dunque l'estratto cellulare in polli sani di razza Plymouth rock e scoprì che l'estratto induceva l'oncogenesi, a volte entro diverse settimane. A sua volta, l'omogenato prelevato da questi tumori "indotti" poteva essere iniettato in altri uccelli per dimostrare che il tumore potesse trasmettersi da un individuo all'altro. e che il tumore era composto di tessuti connettivi, risultando quindi essere un sarcoma. 
Egli pubblicò i risultati dei suoi lavori nel 1911, dimostrando per la prima volta come una sostanza esogena di origine biologica potesse generare un tumore maligno. Il RSV divenne noto come il primo retrovirus oncogeno che poteva essere usato per studiare osservando a livello molecolare lo sviluppo di un tumore.

### Contributi di Harry Rubin e Howard Temin
Nel 1958 Harry Rubin e Howard Temin svilupparono un saggio in cui fibroblasti di embrioni di pollo potevano essere alterati morfologicamente dall'infezione di RSV. Due anni dopo Temin concluse che la morfologia trasformata delle cellule era controllata da una proprietà genetica del virus. All'epoca era sconosciuto, ma più tardi il gene src fu identificato come il responsabile dell'alterazione morfologica delle cellule sane. Negli anni '60 si fecero due scoperte: i virus isolati capaci di replicazione erano correlati all'RSV ma non alteravano le cellule, e un tipo isolato di RSV non capace di replicazione poteva causare alterazioni. Queste due scoperte fecero capire che la replicazione virale e la trasformazione maligna sono processi separati nell'RSV.
Rous fu insignito del Premio Nobel per la medicina nel 1966 per l'importanza della scoperta. Successivamente furono scoperti altri virus oncogeni umani come il virus di Epstein-Barr. Inoltre gli oncogeni furono inizialmente trovati nei retrovirus e poi anche nelle cellule.

## Struttura e genoma
L'RSV è un virus con pericapside di classe IV con un genoma di RNA positivo e un DNA intermediario. Il genoma è composto da quattro geni: gag, che codifica le proteine del capside; pol, che codifica la transcrittasi inversa; env, che codifica le molecole del pericapside; src, che codifica una tirosin chinasi che lega gruppi fosfato alla tirosina nelle proteine cellulari dell'ospite. Il genoma del virus possiede dei retrotrasposoni long terminal repeat che abilitano la sua integrazione nel genoma dell'ospite e l'overespressione dei geni dell'RSV.

### Genesrc
Il gene src è un oncogene poiché innesca la crescita incontrollata in cellule ospiti abnormi. È stato il primo oncogene retrovirale ad essere scoperto. È un gene acquisito ed è stato scoperto in tutto il regno animale con alti livelli di conservazione tra le specie.
Tale gene è stato accettato dall'RSV che lo ha incorporato nel proprio genoma conferendo al virus il vantaggio di essere in grado di stimolare la mitosi incontrollata delle cellule dell'ospite, fornendo così nuove cellule in abbondanza per propagare l'infezione. L'src non è essenziale per la proliferazione dell'RSV ma ne incrementa notevolmente la virulenza quando è presente. È una tirosin chinasi coinvolta nella regolazione della crescita e differenziazione cellulare. Possiede i domini SH2 e SH3, che sono responsabili per la sua attivazione e deattivazione.

### Struttura secondaria dell'RNS
L'RNA del genoma dell'RSV contiene una regione 3' UTR estremamente lunga che si estende tra le 5000 e le 7000 coppie di basi che solitamente si dirigerebbe con decadimento mediato da un nonsenso all'interno di una cellula ospite eucariotica. Un elemento con struttura secondaria conservato è stato identificato nella regione 3'UTR ed è conosciuto come "elemento di stabilità del virus del sarcoma di Rous" (RSE). È dimostrato che questo elemento previene la degradazione dell'RNA virale disgiunto.
L'RSE è stato identificato inizialmente nel genoma del virus del sarcoma di Rous ma sembra essere ampiamente conservato nella famiglia dei retrovirus aviari. L'RSE è lungo circa 300 coppie di basi ed è situato a valle del codone terminale translazionale naturale del gag. La struttura secondaria dell'RSE è stata determinata tramite digestione della ribonucleasi e analisi chimiche SHAPE.
Altri elementi identificati nell'RSV includono un sito di legame del primer del virus.

### Proteinegag
Le proteine gag sono necessarie per l'assemblaggio dei virioni e per l'infezione del virus maturo nelle cellule dell'ospite. La proteina gag dell'RSV (Pr76) contiene 701 aminoacidi. Essa viene scissa dalle proteasi codificate dal virus, rilasciando prodotti trovati nel virione infettivo. Tali prodotti includono la matrice (MA), il capside (CA) e il nucleocapside (NC), che sono in grado di immettersi in altri percorsi per infettare nuove cellule.

### Pericapside
L'RSV possiede un pericapside dotato della glicoproteina env, gp85 e gp37, due glicoproteine in grado di assemblarsi in oligomeri. La funzione di env è di legare il virus ai recettori cellulari dell'ospite e di indurre la fusione con le cellule bersaglio in maniera indipendente dal pH. Il pericapside è acquisito durante l'esocitosi. Il virus spinge sulla membrana plasmatica e ciò gli consente di lasciare la cellula ospite con una nuova membrana esterna presa dalla cellula stessa.

## Ciclo di replicazione

### Ingresso nella cellula
I virus possono entrare nelle cellule ospiti in due modi: tramite i recettori cellulari (endocitosi) o per fusione. L'endocitosi è il processo con cui il virus si lega ad un recettore di membrana della cellula bersaglio, viene successivamente racchiuso in un'invaginazione della membrana e infine portato all'interno del citoplasma in una vescicola. Tale processo può dipendere o meno dal pH. La fusione avviene quando il virus si fonde con la membrana della cellula bersaglio e rilascia il proprio genoma all'interno di essa. L'RSV entra nelle cellule ospite in questo modo.

### Trascrizione
Affinché la trascrizione del genoma virale possa avvenire è necessario un primer. 4S RNA è il primer dell'RSV e 70S RNA serve da modello per la sintesi del DNA. La transcrittasi inversa, una DNA polimerasi dipendente dall'RNA, trascrive l'RNA virale nel DNA complementare.